# Qasem Soleimani
Qasem Soleimani (tiếng Ba Tư: قاسم سلیمانی, 11 tháng 3 năm 1957 – 3 tháng 1 năm 2020) là một Trung tướng Iran thuộc lực lượng Vệ binh Cách mạng Hồi giáo Iran (IRGC) và lãnh đạo lực lượng Quds Force – một bộ phận chịu trách nhiệm chính cho các hoạt động quân sự ngoài lãnh thổ và bí mật của IRGC – từ năm 1998 cho đến khi qua đời.
Tướng Soleimani bắt đầu sự nghiệp quân sự của mình khi bắt đầu Chiến tranh Iran – Iraq những năm 1980, trong thời gian đó ông chỉ huy Sư đoàn 41. Sau đó, ông đã tham gia vào các hoạt động ngoài lãnh thổ, cung cấp hỗ trợ quân sự cho các nhóm Shia và người Kurd chống đối Saddam ở Iraq, sau đó là các nhóm Hezbollah ở Lebanon và Hamas ở vùng lãnh thổ của người Palestine. Năm 2012, Soleimani đã giúp củng cố chính phủ Syria, một đồng minh quan trọng của Iran, trong nội chiến Syria, đặc biệt là trong các hoạt động chống lại ISIS và các nhánh của nó. Ông cũng hỗ trợ chỉ huy của chính phủ Iraq và lực lượng dân quân Shia kết hợp chống lại Nhà nước Hồi giáo Iraq và Levant (ISIL) trong các năm 2014 – 2015. Soleimani được coi là người có tầm ảnh hưởng lớn thứ hai ở Iran, chỉ sau Giáo chủ Ayatollah Khamenei.
Ông bị giết trong một vụ không kích của Quân đội Mỹ nhằm vào Sân bay Quốc tế Baghdad ngày 3 tháng 1 năm 2020 tại Baghdad, Iraq khi đang bí mật lên kế hoạch cho một cuộc tấn công vào Đại sứ quán Mỹ tại Iraq. Ông thiệt mạng cùng với các thành viên của Lực lượng Huy động Nhân dân. Cấp bậc của ông được thăng lên thành Trung tướng do sự tử vì đạo của ông.

## Tuổi thơ
Soleimani sinh ngày 11 tháng 3 năm 1957 tại làng Qanat-e Malek, tỉnh Kerman, trong một gia đình nông dân nghèo khó. Khi còn trẻ, ông chuyển đến thành phố Kerman và làm công nhân xây dựng để giúp trả một khoản nợ của cha mình. Năm 1975, ông bắt đầu làm việc với tư cách là nhà thầu của Tổ chức Nước Kerman. Khi không làm việc, ông dành thời gian nâng tạ trong các phòng tập thể dục địa phương và tham dự các bài giảng của một nhà thuyết giáo du lịch, Hojjat Kamyab, một người bảo hộ của Ayatollah Khomeini.

## Sự nghiệp trong quân đội

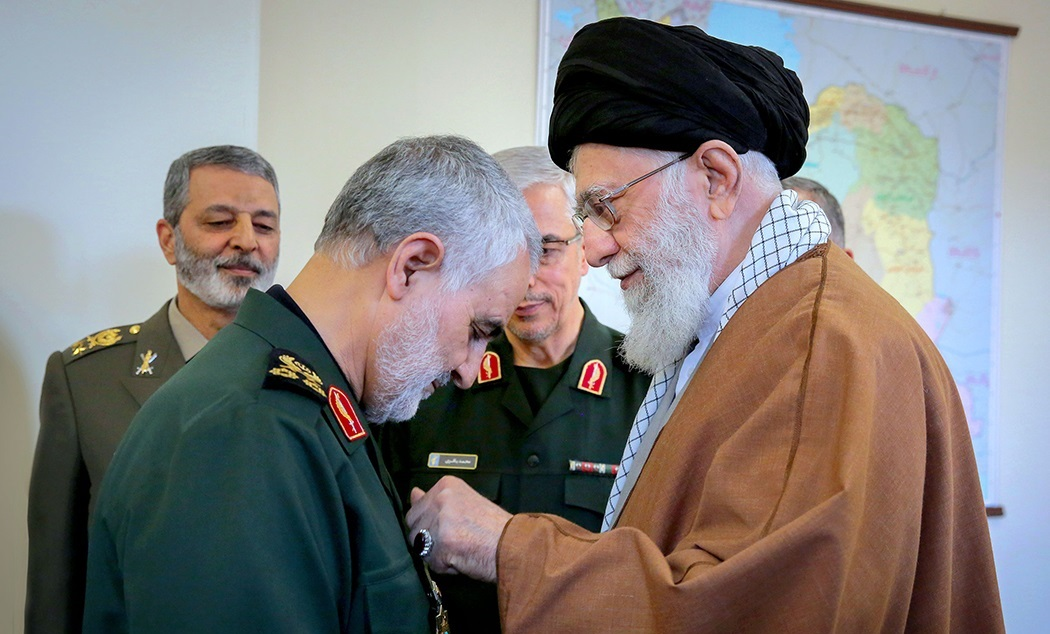
Soleimani nhận huân chương Zolfaghar từ Ali Khamenei

Soleimani gia nhập Vệ binh Cách mạng Hồi giáo Iran (IRGC) năm 1979 sau Cách mạng Iran, với việc chứng kiến sự sụp đổ của Shah và Ayatollah Khomeini lên nắm quyền. Được biết, ông được đào tạo tối thiểu, nhưng Soleimani tiến bộ nhanh chóng. Khởi đầu sự nghiệp là một vệ binh, ông đóng quân ở phía tây bắc Iran và tham gia vào cuộc đàn áp một cuộc nổi dậy của người Kurd ở tỉnh Tây Azerbaijan.
Tôi đã tham gia Chiến tranh Iraq – Iran trong một nhiệm vụ 15 ngày, và cuối cùng ở lại cho đến khi kết thúc....Tất cả chúng tôi còn trẻ và đã muốn phục vụ cuộc Cách mạng. Soleimani trả lời báo The New York Time.
Vào 22/9/1980, khi Saddam Hussein mở một cuộc xâm lược Iran, khơi mào cho Cuộc chiến Iran – Iraq (1980 – 1988), Soleimani đã phục vụ chiến trường như một chỉ huy của một đại đội, bao gồm những người từ Kerman những người mà ông đã đích thân tập hợp và huấn luyện. Ông đã nhanh chóng có được danh tiếng về lòng dũng cảm, và đã thăng tiến qua nhiều cấp bậc do vai trò của ông trong những thắng lợi chiếm lại được những vùng đất mà Iraq đã chiếm giữ, cuối cùng trở thành một chỉ huy của Sư đoàn Sarallah -41 khi ông lúc ấy chỉ mới hơn 20 tuổi, tham dự trong những hoạt động quan trọng nhất. Ông chủ yếu đóng quân tại mặt trận phía Nam. Ông đã bị thương nặng trong Cuộc hành quân Tariq-Ol-Qods. Trong 1 cuộc phỏng vấn năm 1990, ông đã đề cập Cuộc hành quân Fath-Ol-Mobin như cuộc hành quân hàng đầu mà ông đã tham dự không thể nào quên, vì những sự khó khăn nhưng lại đạt kết quả tích cực. Ông cũng tham gia lãnh đạo và tổ chức những nhiệm vụ chiến tranh bất quy tắc sâu bên trong lãnh thổ Iraq mà Tổng hành dinh Ramadan thực hiện. Chính tại thời điểm này Suleiani đã thiết lập những mối quan hệ với những lãnh đạo người Kurd tại Iraq và tổ chức của người Shia- Badr Organization, cả hai đã đều phản đối chính quyền Saddam Hussein.
Vào ngày 17 tháng 7 năm 1985, Soleimani đã chống lại kế hoạch lãnh đạo của IRGC để triển khai lực lượng tới hai đảo trong phía Tây Arvandroud (Shatt al-Arab).
Sau chiến tranh, trong giai đoạn những năm 1990, ông là một chỉ huy IRGC trong tỉnh Kerman. Trong khu vực này, nơi là tương đối gần Afghanistan, thuốc phiện được trồng ở Afghanistan đưa tới Thổ Nhĩ Kì và tới châu Âu. Trải nghiệm quân đội của Soleinmani đã giúp ông kiếm được một danh tiếng như một chiến binh thành công chống lại buôn bán ma túy.
Trong vụ nổi dậy của sinh viên 1999 ở Tehran, Soleimani là một trong những sĩ quan IRGC đã kí một bức thư tới Chủ tịch Mohammad Khatami. Bức thư đã trình bày rằng nếu Khatami không đánh dẹp cuộc nổi dậy sinh viên thì quân đội có thể, và nó cũng có thể tung ra một cuộc đảo chính chống lại Khatami.

### Lãnh đạo lực lượng Quds

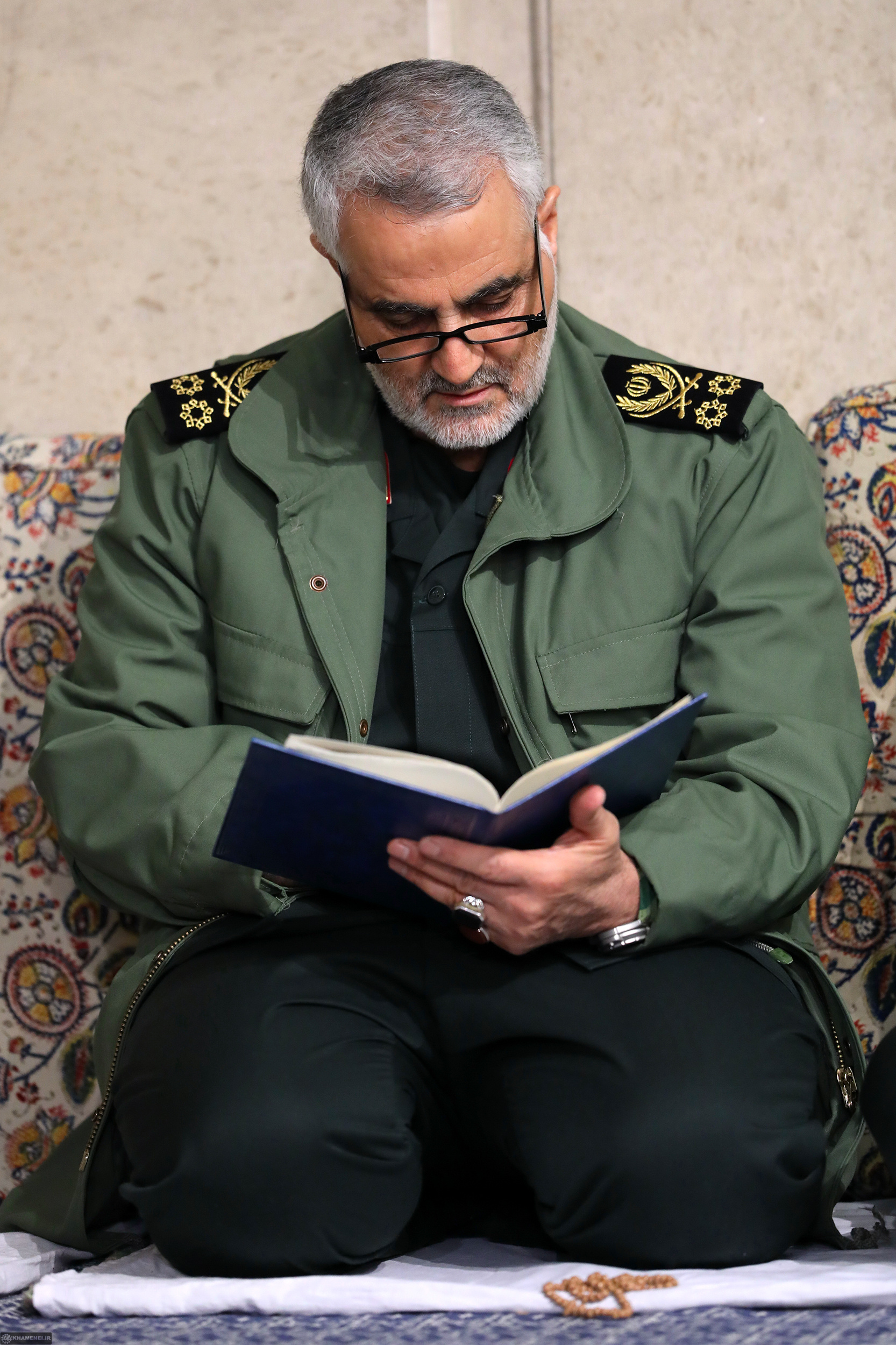
Qasem Soleimani đọc kinh Coran trong lễ tưởng niệm Akbar Hashemi

Ngày chính xác của sự bổ nhiệm của ông với vai trò chỉ huy của Lực lượng Quds thuộc IRGC là không rõ ràng, nhưng Ali Alfoneh trích dẫn nó khoảng giữa 10/9/1997 và 21/3/1998. Ông được xem như một trong những người khả năng kế vị tới vị trí chỉ huy của IRGC, khi Tướng Yahya Rahim Safavi rời vị trí đó năm 2007. Trong năm 2008, ông lãnh đạo một nhóm nhân viên điều tra người Iran điều tra cái chết của Imad Mughniyah. Soleimani đã giúp đỡ sắp xếp sự ngừng bắn giữa Quân đội Iraq và Quân đội Mahdi trong tháng 3 năm 2008.
Sau những cuộc tấn công tháng 9 năm 2001, Ryan Crocker, một quan chức cấp cao của Bộ ngoại giao Hoa Kỳ, đã bay tới Geneva để gặp với những nhà ngoại giao Iran những người dưới sự chỉ huy của Soleimani với ý định hợp tác để tiêu diệt Taliban.. Sự cộng tác này nhằm định rõ những mục tiêu của hoạt động ném bom trong Afghanistan và trong việc bắt giữ những mật thám Al-Qaeda, nhưng đột ngột đã kết thúc vào tháng Giêng 2002, khi Tổng thống George W. Bush đã gọi Iran như là một phần của Axis of evil(Trục ma quỷ) trong bài diễn văn của ông.
Soleimani đã củng cố mối quan hệ giữa lực lượng Quds và Hezbollah khi nhậm chức, và đã ủng hộ sau đó bằng việc gửi các mật vụ để tái chiếm Nam Liban. Trong một cuộc phỏng vấn trên truyền hình tháng 10 năm 2019, ông đã nói ông là trong Lebanon trong thời gian Chiến tranh Israel – Hezbollah năm2006 để giám sát cuộc xung đột.
Trong 2009, một báo cáo tiết lộ rằng Tướng Soleimani đã gặp Christopher R. Hill và Tướng Raymond T. Odierno (2 quan chức cấp cao nhất của Mĩ trong Baghdad tại thời điểm đó) trong văn phòng của tổng thống Iraq, Jalal Talabani. Hill và Odierno phủ nhận việc tồn tại cuộc họp này.
Vào ngày 24/1/2011, Soleimani được Lãnh đạo tối cao Ali Khamenei phong Thiếu tướng (Major General). Khamenei được miêu tả như có một mối quan hệ gần gũi với ông, gọi ông là 1 người tử vì đạo và giúp đỡ ông về mặt tài chính.
Soleimani được miêu tả bởi một cựu đặc vụ CIA như the single most powerful operative in the Middle East today và một nhà chiến lược và chiến thuật quân sự chính trong nỗ lực của Iran để chiến đấu ảnh hưởng Tây phương và đẩy mạnh mở rộng ảnh hưởng của người Shia và Iran khắp Trung Đông. Tại Iraq, với tư cách một lãnh đạo của lực lượng Quds, ông có ảnh hưởng mạnh mẽ đến sự tổ chức của chính phủ Iraq, đặc biệt ủng hộ bầu cử của Thủ tướng Iraq trước đó Nuri Al-Maliki.

### Nội chiến Syria
Chúng tôi không thích người Mĩ, chúng tôi không bỏ rơi bạn của mình. Lời của Soleimani được nói lại bởi một lãnh đạo Iraq, ám chỉ tới Syria. Trích dẫn trong Dexter Filkins (ngày 30 tháng 9 năm 2013). "The Shadow Commander". The New Yorker.

Một bản đồ của Al-Qusayr and vùng phụ cận của nó. Cuộc tấn công Al-Qusayr được cho là được bố trí bởi Soleimani.

Theo một vài nguồn, bao gồm Riad Hijab, một cựu Thủ tướng người đã rời bỏ khỏi Syrian trong tháng 8 năm 2012, Soleimani là một trong những người ủng hộ trung thành nhất của Chính phủ Bashar al-Assad trong Nội chiến Siryan. Khoảng nửa cuối 2012, Soleimani đã đích thân đảm đương quản lí sự can thiệp của Iran vào Nội chiến Syrian, khi những người Iran đã trở nên quá lo lắng về việc chính phủ Assad thiếu khả năng để chống lại phe đối lập, và sự sụp đổ của Cộng hòa Hồi giáo nếu chính phủ Syrian sụp đổ. Ông đã điều phối cuộc chiến từ một căn cứ trong Damascus tại nơi mà một lãnh đạo người Leban Hezbollah và một phối viên dân quân Iraq – người Shiite được huy động, ngoài ra tới những sĩ quan Siri và Iran. Dưới sự chỉ huy của Soleimani điều phối những cuộc tấn công, huấn luyện dân quân, và thiết lập chi tiết hệ thống để theo dõi những liên lạc của người nổi loạn. Theo một nhân viên an ninh Trung Đông – Dexter Filkins đã nói tới, hàng nghìn lực lượng Quds và dân quân Iraq-Shiite trong Si-ri là trải rộng ra khắp toàn bộ đất nước. Việc chiếm lại Qusayr trong tháng 5/2013 từ lực lượng nổi loạn và Mặt trận Al-Nursa là, theo John Maguire, một cựu nhân viên CIA trong Iraq, bố trí bởi Soleimani.
Thiếu tướng Hossein Hamadani, cựu phó chỉ huy lực lượng Basij, đã giúp đỡ để vận hành lực lượng dân quân không chính qui mà Soleimani hi vọng sẽ tiếp tục chiến đấu nếu Assad đổ. Soleimani đã giúp thành lập Lực lượng phòng vệ quốc tế (National Defence Forces, viết tắt: NDF) trong năm 2013 tổ chức sẽ chính thức hóa liên minh của những nhóm ủng hộ Assad.
Soleimani được tin tưởng cao trong Syria cho chiến lược đã giúp đỡ tổng thống Bashar al-Assad trong đẩy lùi dứt khoát những lực lượng nổi loạn và chiếm lại những thành phố và thị trấn quan trọng. Ông cũng liên quan tới việc huấn luyện chính phủ dân quân – đồng minh và điều phối về những quyết định tấn công. Việc nhìn thấy máy bay không người lái của Iran trong Syria gợi ý mạnh mẽ rằng sự lãnh đạo của ông, lực lượng Quds, đã liên quan trong cuộc nội chiến.
Trong một chuyến viếng thăm bởi thủ đô của người Leban Beirut vào 29/1/2015. Soleimani đã đặt những vòng hoa tại mả của những thành viên Hezbollah, bao gồm Jihad Mughniyah, người đã củng cố nghi ngờ về một sự hợp tác giữa Hezbollah và lực lượng Quds.

### Điều phối về leo thang quân sự năm 2015
Trong năm 2015, Soleimani đã bắt đầu tập hợp ủng hộ từ nhiều người khác nhau để chiến đấu ISIL mới trỗi dậy và đẩy lùi nhiều nhóm mà đã chiếm thành công những khu vực lãnh thổ rộng lớn từ lực lượng Assad. Ông thường được cho là kiến trúc sư chính của việc lôi kéo sự can thiệp của Nga như một đối tác mới với Assad và Hezbollah.
Theo Reuters, tại một cuộc họp ở Moscow trong tháng 7, Soleimani đã giăng một bản đồ của Syria để giải thích tới Nga về làm sao một loạt những thất bại cho Tổng thống Bashar al-Assad có thể được biến thành chiến thắng- với sự giúp đỡ của Nga. Chuyế thăm của Quasem Soleimani tới Moscow là bước đầu tiên trong kế hoạch cho quân đội Nga can thiệp mà đã tái định hình lại chiến tranh Syrian và tạo dựng một liên minh mới Iran-Nga trong việc ủng hộ chính phủ Syrian (và Iraq). Lãnh tụ tối cao Iran, Ali Khamenei cũng gửi một đại diện quan trọng tới Moscow để gặp Tổng thống Putin. Putin đã nói [một đại diện quan trọng người Iran] 'Okay chúng tôi sẽ can thiệp. Gửi Qassem Soleimani. Tướng Soleimani đã đi tới giải thích bản đồ của chiến trường và sự phối hợp chiến lược leo thang những lực lượng quân sự trong Syria.

## Cuộc sống cá nhân
Cha của ông là một nông dân, đã chết năm 2017. Mẹ của ông, Fatemeh, đã chết năm 2013. Gia đình ông gồm 9 người và có năm người chị và một người em, Sohrab, người đã sông và làm việc với Soleimani khi ông còn trẻ. Sohrab Soleimani là một giám sát và cựu giám đốc chung của Tổ chức nhà tù Tehran. Hoa Kỳ đã áp đặt những sự trừng phạt lên Sohrab Soleimani trong tháng 4 năm 2017, cho vai trò của ông về sự lạm sự dụng trong những nhà tù Iran.
Soleimani đã tập luyện karate và đã là một huấn luyện viên thể dục thời còn trẻ. Ông có bốn người con, 2 gái, 2 trai.
Ông được miêu tả là người có một vẻ bình tĩnh, khó đoán và ít nói, có sức thu hút quần chúng. Trong những nguồn phương Tây, tính cách cá nhân Soleimani được so sánh với những nhân vật hư cấu Karla, Keyser Söze, The Scarlet Pimpernel.
Không như những lãnh đạo IRGC, ông không thường xuất hiện trong trang phục quân sự chính thức, kể cả trong chiến trường.
Trong tháng 2 năm 2015, Hadi Al-Ameri-người đừng đầu tổ chức Badr trong Iraq đã nói về ông: Nếu Qasem Soleimani đã không hiện diện trong Iraq, Haider al-Abadi sẽ không có thể hình thành nội các của ông trong Iraq.

## Những sự trừng phạt
Tháng 3 2007, Soleimani bị đưa vào một danh sách những cá nhân người Iran được nhắm đến với những sự trừng phạt trong Hội đồng bảo an Liên hợp quốc. Ngày 18 tháng 5 năm 2011 ông đã bị trừng phạt lần nữa bởi Hoa Kỳ cùng với tổng thống Syrian Bashar al-Assad và những quan chức cấp cao người Syria khác bị cho liên quan của ông trong cung cấp vật chất ủng hộ chính phủ Syria.
Ngày 24 tháng 6 năm 2011, Tạp chí chính thức của Liên minh châu Âu đã nói rằng 3 thành viên Vệ binh – cách mạng Iran hiện đang bị trừng phạt đã cung cấp trang bị và ủng hộ để giúp đỡ chính phủ Syrian đàn áp những sự phản kháng trong Syria. Những người Iran đã thêm vào danh sách trừng phạt của Liên minh châu Âu là 2 lãnh đạo Vệ binh cách mạng, Soleimani, Mohamad Ali Jafarim và phó chỉ huy Vệ binh cho tình báo Hossein Taeb. Soleimani cũng bị trừng phả bởi chính phủ Thụy Điển trong tháng 9 năm 2011 do những lí do giống nhau được dẫn chứng bởi EU.
Ông bị đưa vào danh sách bởi Hoa Kỳ với tư cách một kẻ khủng bố, cái đã ngăn những công dân Hoa Kỳ giao dịch kinh doanh với ông. Bản danh sách, đã công bố trong Tạp chí chính thức của EU vào 24 tháng 6 năm 2011, cũng bao gồm một công ty bất động sản Sirya, một quĩ đầu tư và hai hoạt động kinh doanh khác bị kết tội tài trợ cho chính phủ Syria. Bản danh sách cũng bao gồm Mohammad Ali Jafari và Hossein Taeb.

## Qua đời

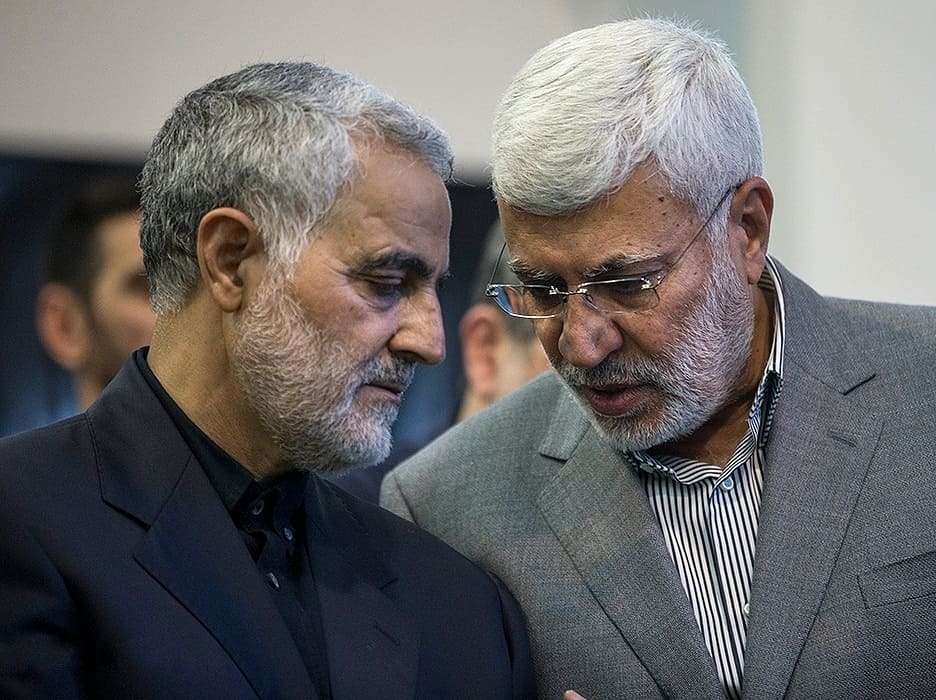
Qasem Soleimani (trái) với Abu Mahdi al-Muhandis (phải) năm 2017 lễ tưởng niệm cha của Soleimani, tại Mosalla, Tehran, Iran

Soleimani bị giết vào ngày 3 tháng 1 năm 2020 khoảng 1:00 sáng giờ địa phương (22:00 GT 2/1/2020), sau những quả tên lửa phóng từ những máy bay không người lái Hoa Kỳ đã nhắm vào đoàn xe hộ tống của ông gần sân bay quốc tế Baghdad-Iraq. Ông vừa rời máy bay, chiếc đã đến Iraq từ Lebanon hoặc Syria. Thi thể của ông được nhận diện nhờ chiếc nhẫn ông đã đeo trên ngón tay ông, với xác nhận DNA đang chờ giải quyết. Cũng bị giết cùng 4 thành viên của Lực lượng động viên nhân dân (Popular Mobilization Forces), bao gồm Abu Mahdi al-Muhandis, nhà lãnh đạo quân sự Iraq – Iran, đứng đầu PMF.
Cuộc không kích đã xảy ra sau những đợt tấn công lên sứ quán Hoa Kỳ tại Bagdad bởi những người ủng hộ Nhóm dân quân Iran-Shia được hậu thuẫn bởi Iran và Cuộc tấn công căn cứ không quân K-1 2019. Như báo cáo của New York Times, Trump cố giữ sự tập trung lên ảnh hưởng người Iran trong Baghda-Iraq.
Bộ Quốc phòng Hoa Kỳ đã phát ra một phát biểu rằng đã nói cuộc không kích của Hoa Kỳ được thực hiện trực tiếp bởi Tổng thống và khẳng định rằng Soleimani đã lập kế hoạch những cuộc tấn công xa hơn lên những nhà ngoại giao Hoa Kỳ và nhân viên quân sự và đã tán thành những cuộc tấn công lên sứ quán Hoa Kỳ tại Baghdad trong phản ứng tới những cuộc không kích của Hoa Kỳ trong Iraq và Syria vào 29 tháng 12 năm 2019, và rằng cuộc không kích được hiểu để ngăn chặn những cuộc tấn công tương lai. Tuy nhiên chính quyền Hoa Kỳ đã không cung cấp một vài bằng chứng cho khẳng định của họ.
Theo Agnès Callamard, một báo cáo viên đặc biệt Liên hợp quốc về những việc giết người phi pháp, Mục đích giết Qasem Soleimani và Abu Mahdi al-Muhandis rất có thể vi phạm luật pháp quốc tế bao gồm luật nhân quyền. Cô cũng nói rằng Hoa Kỳ cần chứng minh rằng những người đã nhằm vào là một đe dọa sắp xảy ra tới những người khác. Thêm nữa, Callamard đã miêu tả việc giết những cá nhân khác bên cạnh Soleimani là bất hợp pháp. Bộ trưởng bộ ngoại giao Nga Sergei Lavrov, Medea Benjamin (nhà sáng tập của nhóm ủng hộ chống chiến tranh CodePink) và Hillary Mann Leverett (một chuyên viên tham vấn rủi ro chính trị và cựu giám đốc của vấn đề Iran tại White House's National Security Council) đã chỉ rõ ám sát Soleimani là dứt khoát bất hợp pháp. Sử gia Ervand Abrahamian đã miêu tả việc Hoa Kỳ giết Soleimani như là một hành vi khủng bố. Esmail Ghaani đã kế tục ông với tư cách là lãnh đạo của lực lượng Quds.

## Tang lễ

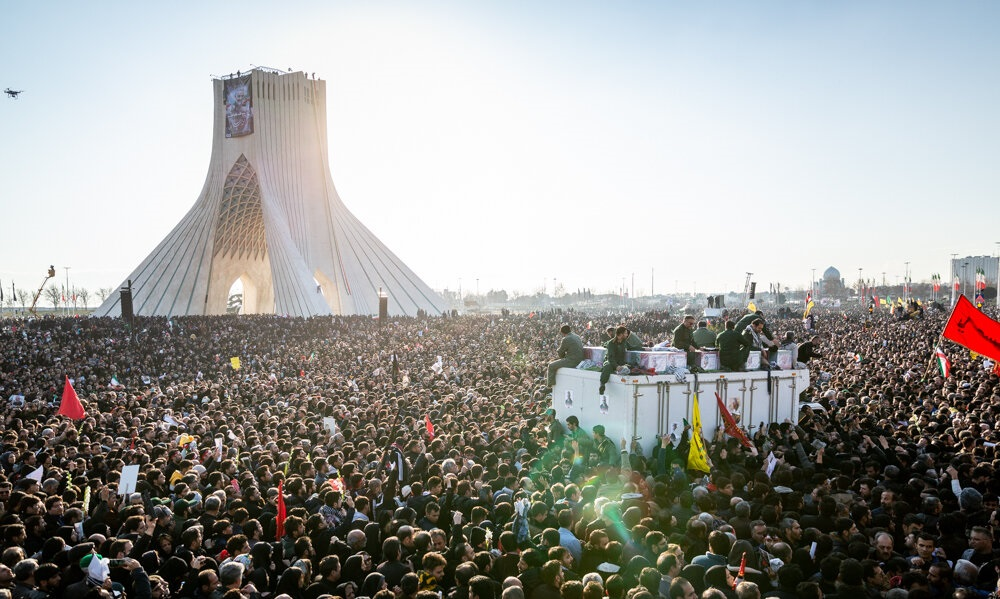
Lễ tang của Qasem Soleimani.

Thi thể tướng Iran Soleimani đã được đưa từ Iraq về sân bay ở thành phố Ahvaz (Iran) sáng ngày 5 tháng 1.
Theo BBC, Đài truyền hình nhà nước Iran ngày 6/1 cho biết hàng triệu người đã xuống đường tiễn biệt tướng Soleimani. Lãnh tụ tối cao Iran Ayatollah Khamenei đã chủ trì tang lễ và đọc lời cầu nguyện trước linh cữu Thiếu tướng Qassem Soleimani, người thiệt mạng trong vụ không kích của Mỹ tại Iraq hôm 3/1. Lãnh tụ Khamenei trước đó tuyên bố "đòn trả đũa tàn khốc đang chờ những kẻ giết hại Tướng Soleimani". Tướng Esmail Ghaani, người kế nhiệm Chỉ huy lực lượng Quds, khẳng định sẽ có những hành động cụ thể trả thù cho Tướng Qassem Soleimani.
Ước tính, hàng triệu người mặc trang phục màu đen đã xuống đường ở thủ đô Iran, đứng chật kín các giao lộ và đường phố Tehran. Nhiều người xuống đường mang theo chân dung Tướng Qasem Soleimani, khóc và bày tỏ sự tiếc thương đối với ông.
Linh cữu của ông Soleimani và những người thiệt mạng khác sau đó được đưa tới thành phố thiêng Qom. Ông Soleimani sẽ được an táng ở tỉnh quê nhà Kerman hôm 7/1.